# Antoine Joseph Thorillon
Antoine-Joseph Thorillon, né à Lucheux le 5 septembre 1741 et mort entre 1808 et août 1812, est un homme politique français. Il a écrit sous le nom de plume Thomas Minau de la Mistringue.

## Biographie
Antoine-Joseph Thorillon est le fils de Louis Thorillon et Marie Cécile Leroux. En 1772, il épouse à Paris Adrienne Antoinette Victoire Dupré, fille du danseur Louis Dupré,.
À partir de 1787, il publie plusieurs écrits sous le pseudonyme de Thomas Minau de la Mistringue. Antoine de Rivarol parle ainsi de lui : « Orateur poète et philosophe. Son dernier ouvrage sur l'impôt, et le beau poème qu'il prépare sur la Compagnie des Indes, ont donné à M. Thomas Minau de la Mistringue une place à part dans la littérature française. Son nom si favorable à l'harmonie sera chanté dans tous les Almanachs et dans tous les siècles. »
Procureur au Châtelet, Thorillon devient administrateur de police en 1790 et président du district de Saint-Marcel. Il fait partie du conseil municipal de Paris. Il est député de la Seine de 1791 à 1792. Il devient ensuite juge de paix de la section des Gobelins.
En 1800, il est juge de paix de la section du Finistère, puis de l' ancien 12e arrondissement de Paris en 1802,.
Il meurt avant le 6 août 1812, date à laquelle sa femme, veuve, se remarie,.

## Publications

### Sous le nom de Thomas Minau de la Mistringue
- Morali-philoso-physicologie des buveurs d'eaux minérales aux nouvelles sources de Passy en mai 1787... Divisée par matinées, Paris, chez Belin, 1787 [lire en ligne]
- Idées sur les impôts publics : qui peuvent à la fois soulager les peuples de plus de la moitié, & les nobles & les privilégiés de plus du quart de ce qu'ils paient, & enrichir l’État de 300 millions et plus, de revenu annuel, Paris, chez Belin, 1787 [lire en ligne]
- Idées sur les lois criminelles, 1788, 2 vol. in-8o

### Sous le nom d'Antoine-Joseph Thorillon
- A.-J. Thorillon,... à ses commettans et à ses collègues, touchant ses principes que quelques journalistes ont défigurés, sur les clubs et sur l'ordre des travaux de l'Assemblée, (Paris) : Impr. nationale, (s. d.)
- Idées sur les loix criminelles, où l'on propose 460 loix nouvelles en place de celles qui existent aujourd'hui..., Paris : l'auteur, 1788
- Appel aux chefs qui font griefs du jugement impartial de M. Duclos Dufresnoy... sur les questions principales qui intéressent le Tiers-État, Amsterdam ; Paris : Mlle Almaury, [ca 1789]
- Justification de Thorillon, relative aux imputations calomnieuses insérées en la délibération du département de la Seine et de l'Oise, du 19 août 1790, [Signé : Thorillon.], Versailles, 1790 [lire en ligne]
- Réflexions sur le projet de la constitution de France..., [Paris] : impr. de La Chave & Jamain, [1791]
- Lettre circulaire au sujet des décrets concernant la juridiction de juge de paix, signée : Thorillon, 20 fév. 1791
- Opinion de M. Thorillon,... sur la police de sûreté générale, du 4 août 1792... , (Paris) : Impr. nationale, (s. d.)
- Idées ou Bases d'une nouvelle déclaration des droits de l'homme, de celle de ses devoirs, et d'une nouvelle constitution pour la République française... Paris, les marchands de nouveautés, 1793 [lire en ligne]
- Nouveau Plan de finance de la République française, Paris, Glisau, 1800[13]
- Réflexions sommaires sur les attributions et l'organisation des justices de paix... Paris, Moutardier, an X-1802
- Réflexions sur le « Projet de code de procédure civile » que la Commission vient de faire publier, et réfutation des Observations de M. C..., avoué près le Tribunal d'appel, sur la proposition de supprimer les juges de paix, et de les remplacer par les curés dans les campagnes, Paris, Garnery, an XII-1804